# Хроники Вьетнамской войны
«Хроники Вьетнамской войны» (сокращённо 84C MoPic; англ. 84 Charlie Mopic) — военная драма о войне во Вьетнаме, снятая режиссёром Патриком Шином Дунканом (Patrick Sheane Duncan). Мировая премьера фильма состоялась 22 марта 1989 года. Название фильма происходит от обозначения специальности оператора в вооружённых силах США — 84C20 (Motion Picture Specialist).

## Сюжет
Военный оператор-кинохроникёр отправляется в составе группы специального назначения в разведывательный рейд в горах Вьетнама. Через некоторое время отряд обнаруживают искомый лагерь противника и передаёт его координаты артиллерии. Оставшись незамеченной, группа отходит, надеясь на благополучное завершение операции. Однако в какой-то момент путь преграждает небольшой отряд вьетнамцев. Решив пробиваться напрямую, а не идти в обход, разведгруппа вступает в бой, обнаруживает себя и теряет несколько бойцов. Пробившись к деревне, остатки взвода дожидаются спасительного вертолёта.
Все действие в фильме, кроме небольших интервью действующих лиц на камеру в полевых условиях, довольно реалистично, в том числе короткие сцены боевых действий. Из рассказов разведчиков о себе зритель узнаёт об их довоенной жизни и путях, которыми они попали в армию.

## В ролях
- Джонатан Эмерсон — Лейтенант
- Николас Каскоун — Мелкий
- Гленн Моршауэр — Сухарь
- Ричард Брукс — Сержант
- Джейсон Томлинс — Красавчик
- Кристофер Бургард — Хаммер
- Байрон Тэмз — Оператор

## Интересные факты
- В 1989 году фильм номинировался на Большой приз жюри кинофестиваля «Сандэнс» в драматической категории. В следующем году картина получила две номинации на премию «Независимый дух» — за лучший первый фильм и за лучший сценарий.
- В фильме звучат две песни в исполнении известного музыканта Донована — «Catch the Wind» и «Susan on the West Coast Waiting».